# 낭만을 부탁해
《낭만을 부탁해》는 KBS 1TV에서 방영된 텔레비전 프로그램이며 2011년 6월 1일부터 2011년 11월 2일까지 방영되었다.

## 참고 사항
방송 초반의 낮은 시청률 부진을 극복하지 못한 채 2011년 11월 2일까지 가을개편으로 프로그램이 폐지됐다.
한편, 공동 진행자 최수종은 2008년부터 SBS TV 《더 스타쇼》에서 6주 만에 하차한 뒤 해당 프로그램으로 MC 복귀를 했다.

## 출연자
- 최수종
- 전영록
- 김정민
- 허경환
- 정주리
- 가애란

## 방송 회차
| 회차 | 방영일           | 주제                        |
| ---- | ---------------- | --------------------------- |
| 1회  | 2011년 6월 1일   | 추억의 수학여행             |
| 2회  | 2011년 6월 8일   | 추억의 골목놀이             |
| 3회  | 2011년 6월 15일  | 추억의 MT                   |
| 4회  | 2011년 6월 22일  | 추억의 MT                   |
| 5회  | 2011년 6월 29일  | 추억의 낭만데이트           |
| 6회  | 2011년 7월 6일   | 추억의 음악 동창회          |
| 7회  | 2011년 7월 13일  | 방과후의 추억               |
| 8회  | 2011년 7월 20일  | 내 마음 속 추억의 물건      |
| 9회  | 2011년 8월 3일   | 추억의 바캉스 1탄 - 계곡 편 |
| 10회 | 2011년 8월 10일  | 추억의 바캉스 2탄 - 해변 편 |
| 11회 | 2011년 8월 17일  | 낭만여행 - 담양편           |
| 12회 | 2011년 8월 31일  | 낭만여행 - 담양편           |
| 13회 | 2011년 9월 7일   | 낭만여행 - 정선편           |
| 14회 | 2011년 9월 14일  | 낭만여행 - 정선편           |
| 15회 | 2011년 9월 21일  | 낭만여행 - 태안편           |
| 16회 | 2011년 10월 5일  | 낭만여행 - 태안편           |
| 17회 | 2011년 10월 12일 | 낭만여행 - 제천편           |
| 18회 | 2011년 10월 19일 | 낭만여행 - 제천편           |
| 19회 | 2011년 10월 30일 | 낭만여행 - 통영편           |
| 20회 | 2011년 11월 2일  | 낭만여행 - 통영편           |

## 시청률
- TNMS와 AGB닐슨 미디어 리서치에서 공개한 표를 바탕으로 작성한 시청률이다. 빨간색 글씨는 최고 시청률, 파란색 글씨는 최저 시청률을 나타낸다.

| 회차 | 방송 일자        | TNMS 시청률 | TNMS 시청률 | AGB 시청률 | AGB 시청률 |
| 회차 | 방송 일자        | 전국        | 증감치      | 전국       | 증감치     |
| ---- | ---------------- | ----------- | ----------- | ---------- | ---------- |
| 1회  | 2011년 6월 1일   | 8.3%        | 0%          | 7.9%       | 0%         |
| 2회  | 2011년 6월 8일   | 6.6%        | -1.7%       | 5.3%       | -2.6%      |
| 3회  | 2011년 6월 15일  | 6.2%        | -0.4%       | 5.6%       | +0.3%      |
| 4회  | 2011년 6월 22일  | 6.5%        | +0.3%       | 6.1%       | +0.5%      |
| 5회  | 2011년 6월 29일  | 6.4%        | -0.1%       | 6.1%       | 0%         |
| 6회  | 2011년 7월 6일   | 7.2%        | +0.8%       | 7.4%       | +1.3%      |
| 7회  | 2011년 7월 13일  | 6.3%        | -0.9%       | 5.0%       | -2.4%      |
| 8회  | 2011년 7월 20일  | 6.1%        | -0.2%       | 4.1%       | -0.9%      |
| 9회  | 2011년 8월 3일   | 6.2%        | +0.1%       | 6.0%       | +1.9%      |
| 10회 | 2011년 8월 10일  | 7.1%        | +0.9%       | 7.8%       | +1.8%      |
| 11회 | 2011년 8월 17일  | 6.7%        | -0.4%       | 6.8%       | -1.0%      |
| 12회 | 2011년 8월 31일  | 6.7%        | 0%          | 6.5%       | -0.3%      |
| 13회 | 2011년 9월 7일   | 6.7%        | 0%          | 8.3%       | +1.8%      |
| 14회 | 2011년 9월 14일  | 7.0%        | +0.3%       | 8.5%       | +0.2%      |
| 15회 | 2011년 9월 21일  | 8.6%        | +1.6%       | 8.3%       | -0.2%      |
| 16회 | 2011년 10월 5일  | 8.8%        | +0.2%       | 8.2%       | -0.1%      |
| 17회 | 2011년 10월 12일 | 9.1%        | +0.3%       | 10.6%      | +2.4%      |
| 18회 | 2011년 10월 19일 | 8.3%        | -0.8%       | 8.6%       | -2.0%      |
| 19회 | 2011년 10월 26일 | 7.9%        | -0.4%       | 8.0%       | -0.6%      |
| 20회 | 2011년 11월 2일  | 9.7%        | +1.8%       | 9.2%       | +1.2%      |

## 결방
- 2011년 7월 27일 - 뉴스 특보 편성
- 2011년 8월 24일 - 특별기획 <대한민국 세계를 매혹시키다> 편성
- 2011년 9월 28일 - 파일럿 프로그램 <의뢰인 K> 편성[5]